# Милан Миловановић (писац)
Милан Миловановић (Нови Сад, 1972) српски је драмски писац.

## Биографија
Он пише поезију, прозу и драмска дела.
Двоструки је добитник Награде „Бранислав Нушић“. Први је српски писац који је две године узастопце освојио ову награду.
Члан је Удружења драмских писаца Србије.
Живи и ради у Новом Саду.

## Одабрана делa
- Анестезија[1]
- Бесмртник[3][4]